# Knaresborough
Knaresborough es una localidad situada en el condado de Yorkshire del Norte, en Inglaterra (Reino Unido), con una población estimada a mediados de 2016 de 15 373 habitantes.
Se encuentra ubicada al norte de la región Yorkshire y Humber, cerca de la frontera con la región Nordeste de Inglaterra, de los montes Peninos, de la costa del mar del Norte y de las ciudades de York y Northallerton —la capital del condado—.

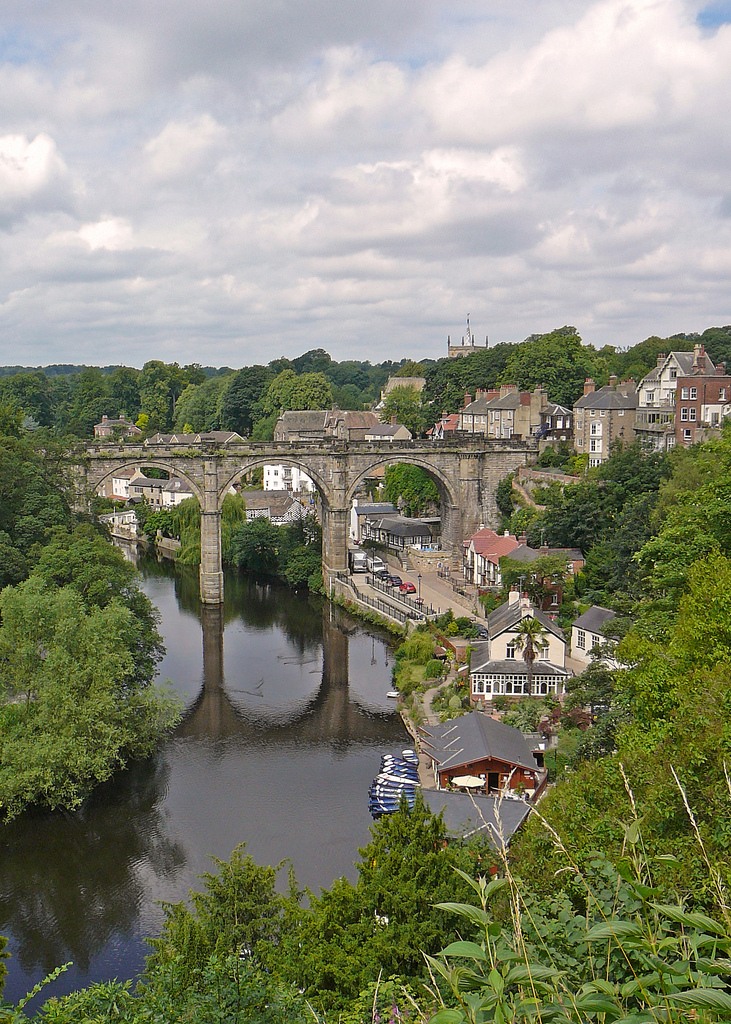
Knaresborough
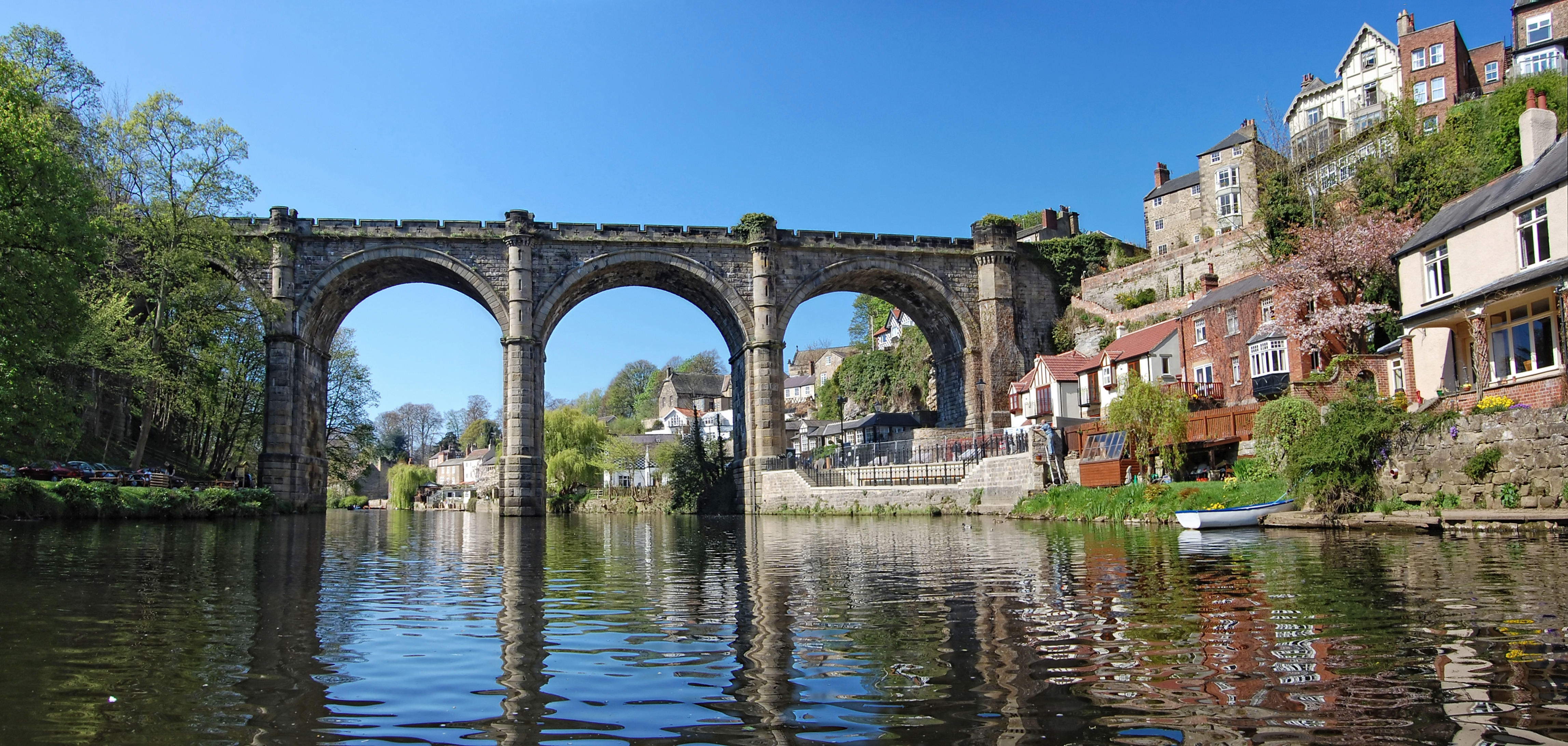
Río Nidd, Knaresborough
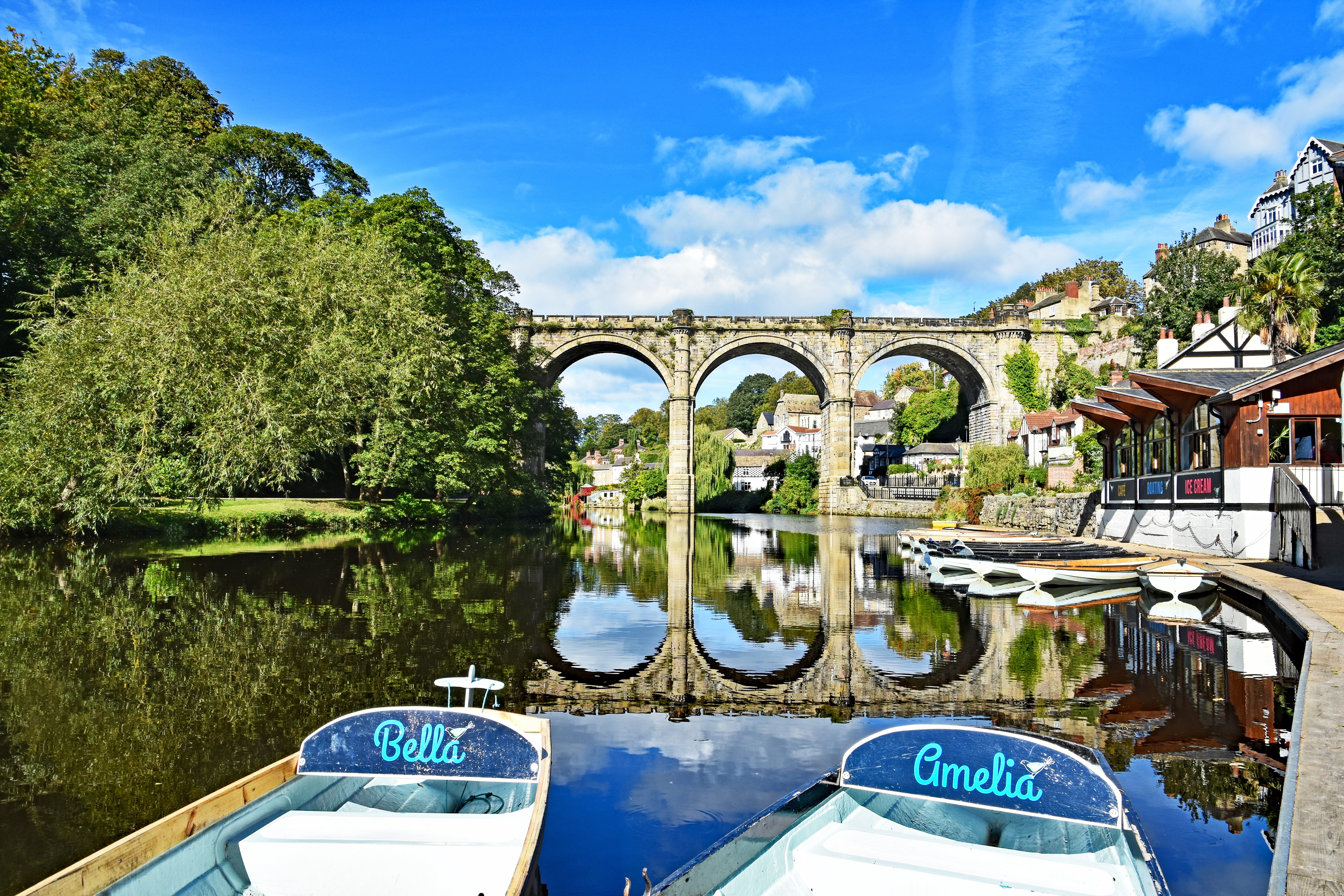
Knaresborough
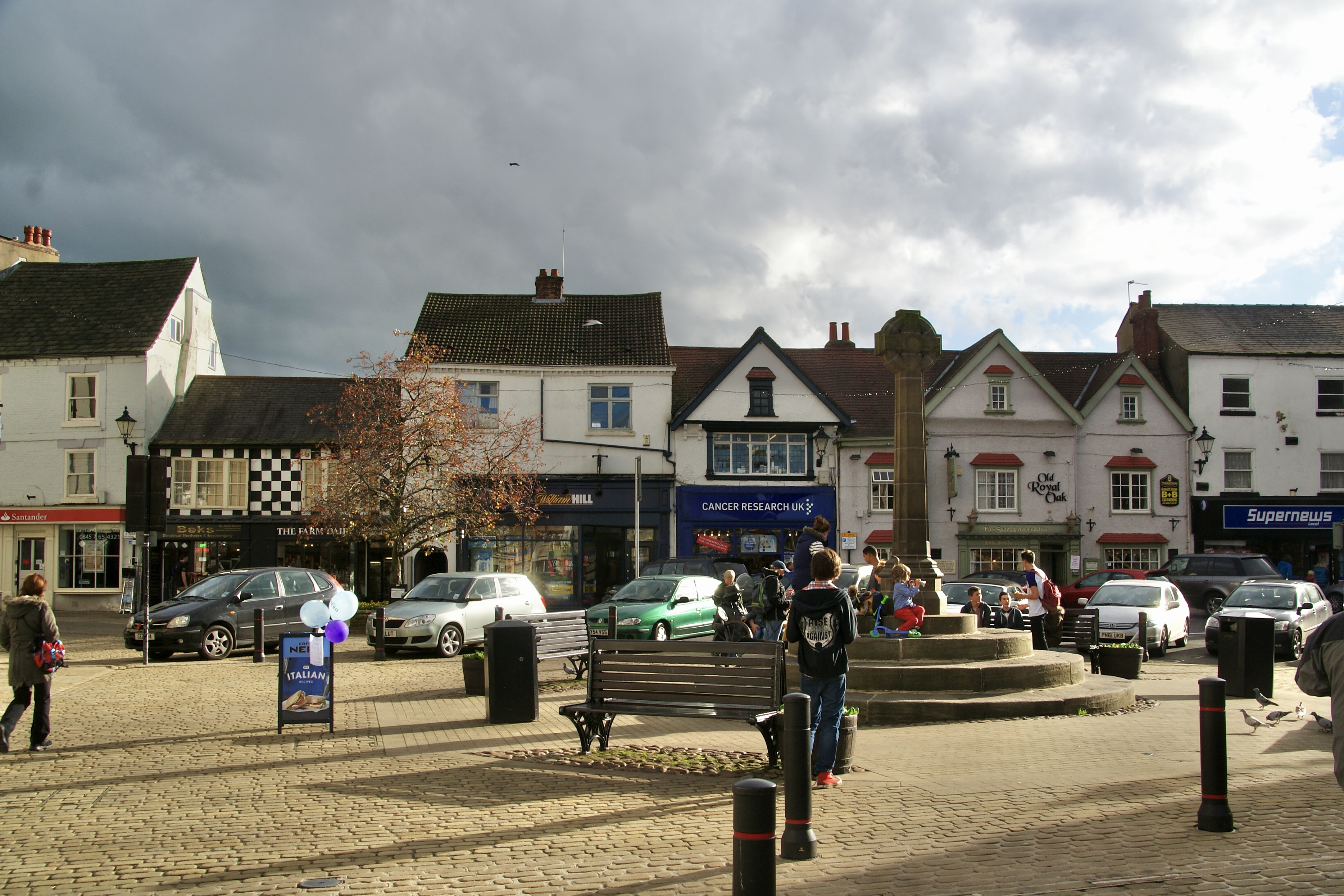
Plaza del Mercado (Market Place), Knaresborough (15.373 ab.; 2016)
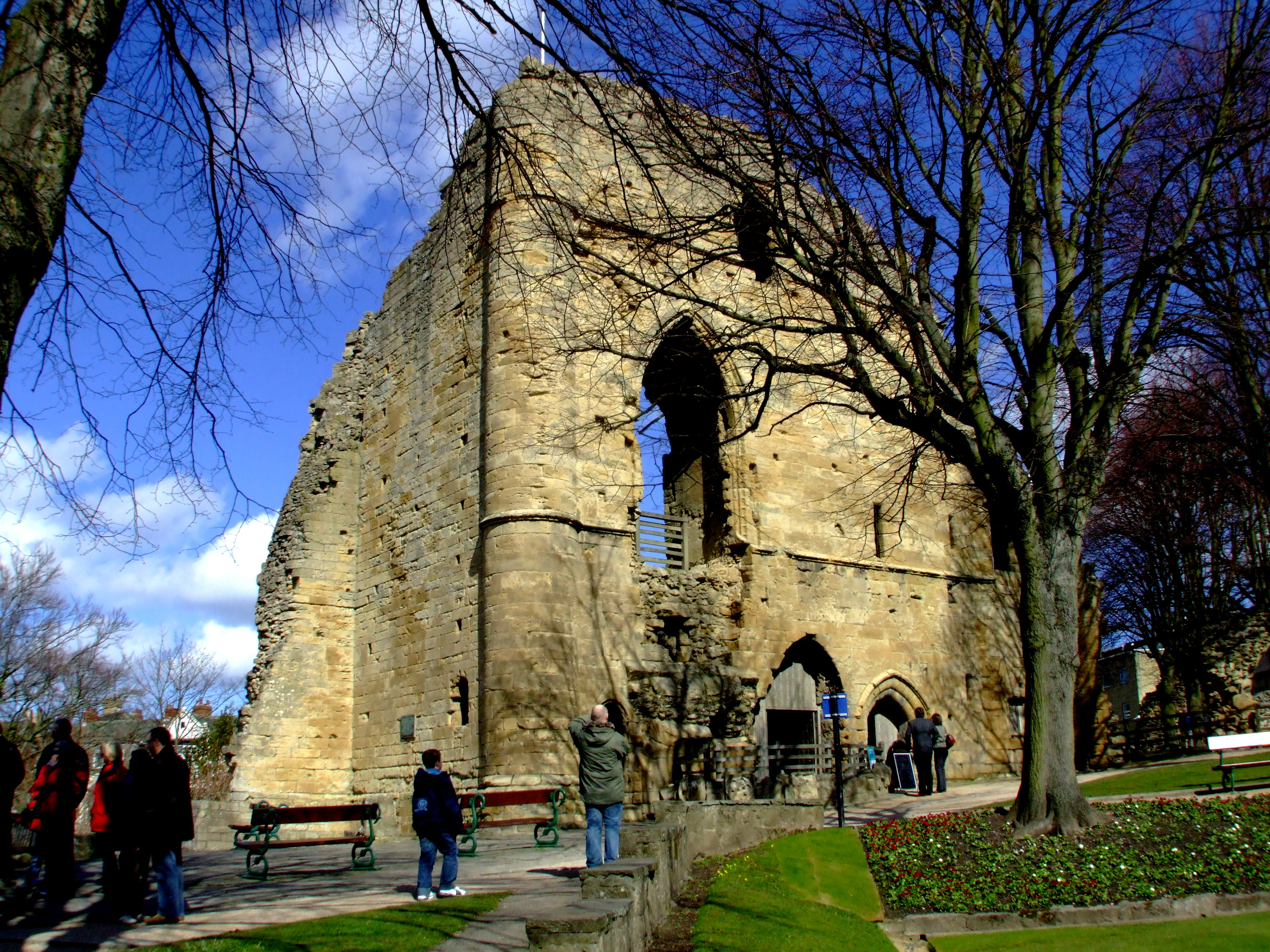
Castillo de Knaresborough (Castle ruins)